# 1977-es síkvízi kajak-kenu világbajnokság
Az 1977-es síkvízi kajak-kenu világbajnokságot a bulgáriai Szófiában rendezték 1977-ben. Ez a tizenharmadik kajak-kenu világbajnokság volt. A magyar csapat az éremtáblázaton a harmadik helyezést érte el összesítésben. A programból kikerült a férfi kajak váltó, helyette férfi kajak négyes 500 métert rendeztek.

## Éremtáblázat
*   Rendező
  *   Magyarország
| Helyezés | Ország        | Arany | Ezüst | Bronz | Összesen |
| -------- | ------------- | ----- | ----- | ----- | -------- |
| 1.       | Szovjetunió   | 4     | 5     | 5     | 14       |
| 2.       | Románia       | 4     | 4     | 2     | 10       |
| 3.       | Magyarország  | 3     | 4     | 4     | 11       |
| 4.       | NDK           | 3     | 3     | 0     | 6        |
| 5.       | Lengyelország | 2     | 1     | 2     | 5        |
| 6.       | Bulgária      | 1     | 0     | 1     | 2        |
| 6.       | Olaszország   | 1     | 0     | 1     | 3        |
| 8.       | Kanada        | 0     | 1     | 0     | 1        |
| 8.       | NSZK          | 0     | 1     | 0     | 1        |
| 10.      | Spanyolország | 0     | 0     | 2     | 2        |
| Összesen | Összesen      | 18    | 19    | 17    | 54       |

## Eredmények

### Férfiak

#### Kenu
| Versenyszám | Arany                                          | Arany    | Ezüst                                    | Ezüst    | Bronz                                           | Bronz    |
| ----------- | ---------------------------------------------- | -------- | ---------------------------------------- | -------- | ----------------------------------------------- | -------- |
| C1 500 m    | Lipat Variabev · Románia                       | 1:57,70  | Ulrich Eicke · NSZK                      | 1:58,13  | Zdiszlav Szoroka · Szovjetunió                  | 1:58,28  |
| C1 1000 m   | Ivan Patzaichin · Románia                      | 4:12,5   | Szergej Antyipov · Szovjetunió           | 4:14,0   | Buday Tamás · Magyarország                      | 4:17,6   |
| C1 10 000 m | Wichmann Tamás · Magyarország                  | 46:32,88 | Vaszil Jurcsenko · Szovjetunió           | 46:35,81 | Ivan Patzaichin · Románia                       | 47:25,94 |
| C2 500 m    | Foltán László · Vaskuti István · Magyarország  | 1:45,16  | John Wood · Gregory Smith · Kanada       | 1:45,56  | Vaszil Jurcsenko · Jurij Lobanov · Szovjetunió  | 1:45,83  |
| C2 1000 m   | Vaszil Jurcsenko · Jurij Lobanov · Szovjetunió | 3:46,68  | Buday Tamás · Frey Oszkár · Magyarország | 3:49,98  | Jerzy Opara · Andrzej Gronowicz · Lengyelország | 3:51,19  |
| C2 10 000 m | Szerhij Petrenko · Jurij Lobanov · Szovjetunió | 42:56,15 | Lipat Variabev · Pavel Cozlov · Románia  | 42:59,11 | Parti Zoltán · Hubik András · Magyarország      | 43:23,94 |

#### Kajak
| Versenyszám | Arany                                                                                              | Arany    | Ezüst                                                                                              | Ezüst    | Bronz                                                                                            | Bronz    |
| ----------- | -------------------------------------------------------------------------------------------------- | -------- | -------------------------------------------------------------------------------------------------- | -------- | ------------------------------------------------------------------------------------------------ | -------- |
| K1 500 m    | Vasile Dîba · Románia                                                                              | 1:46,62  | Grzegorz Śledziewski · Lengyelország                                                               | 1:47,13  | Sztanity Zoltán · Magyarország                                                                   | 1:48,41  |
| K1 1000 m   | Vasile Dîba · Románia                                                                              | 3:53,9   | Rüdiger Helm · NDK                                                                                 | 3:56,0   | Oreste Perri · Olaszország                                                                       | 3:56,5   |
| K1 10 000 m | Oreste Perri · Olaszország                                                                         | 43:30,39 | Fábián István · Magyarország · Nyikolaj Sztepanenko · Szovjetunió                                  | 43:30,93 |                                                                                                  |          |
| K2 500 m    | Joachim Mattern · Bernd Olbricht · NDK                                                             | 1:37,58  | Viktor Vorobjov · Nyikolaj Asztapkovics · Szovjetunió                                              | 1:37,72  | Csapó Géza · Svidró József · Magyarország                                                        | 1:38,25  |
| K2 1000 m   | Bakó Zoltán · Szabó István · Magyarország                                                          | 3:31,31  | Bernd Olbricht · Joachim Mattern · NDK                                                             | 3:32,81  | Vlagyimir Romanovszkij · Szergej Nagornij · Szovjetunió                                          | 3:34,52  |
| K2 10 000 m | Petras Šiurskas · Anatolij Korolkov · Szovjetunió                                                  | 39:20,70 | Bakó Zoltán · Szabó István · Magyarország                                                          | 39:27,24 | Nicolae Tico · Cuprian Macareanu · Románia                                                       | 29:28,98 |
| K4 500 m    | Ryszard Oborski · Daniel Wełna · Grzegorz Kołtan · Henryk Budzicz · Lengyelország                  | 1:26,68  | Ion Dragulschi · Beniami Borbandi · Policarp Malîhin · Vasile Simiocenco · Románia                 | 1:28,49  | Herminio Menéndez · Martin Vásquez · Jóse Ramón López · Luis Gregario Ramos · Spanyolország      | 1:29,46  |
| K4 1000 m   | Ryszard Oborski · Daniel Wełna · Grzegorz Kołtan · Henryk Budzicz · Lengyelország                  | 3:07,32  | Alekszandr Saparenko · Vlagyimir Morozov · Szergej Nyikolszkij · Alekszandr Avgyejev · Szovjetunió | 3:08,94  | Herminio Rodriguez · José María Esteban · Jóse Ramón López · Luis Gregario Ramos · Spanyolország | 3:09.29  |
| K4 10 000 m | Alekszandr Saparenko · Vlagyimir Morozov · Szergej Nyikolszkij · Alekszandr Avgyejev · Szovjetunió | 35:23,18 | Giczy Csaba · Rátkai János · Joós István · Herczeg Iván · Magyarország                             | 35:54,45 | Andrzej Klimaszewski · Krzysztof Lepianka · Zbigniew Torzecki · Zdzisław Szubski · Lengyelország | 36:07,60 |

### Nők

#### Kajak
| Versenyszám | Arany                                                                              | Arany   | Ezüst                                                                          | Ezüst   | Bronz                                                                                  | Bronz   |
| ----------- | ---------------------------------------------------------------------------------- | ------- | ------------------------------------------------------------------------------ | ------- | -------------------------------------------------------------------------------------- | ------- |
| K1 500 m    | Gudrun Klaus-Dittmar · NDK                                                         | 2:04,12 | Maria Cosma · Románia                                                          | 2:04,72 | Tatyjana Korsunova · Szovjetunió                                                       | 2:06,30 |
| K2 500 m    | Marion Rösiger · Martina Fischer · NDK                                             | 1:50,91 | Agafia Orlov · Natasia Nichitov · Románia                                      | 1:52,63 | Vanya Geseva · Diana Hrisztova · Bulgária                                              | 1:53,52 |
| K4 500 m    | Marija Mincseva · Rosza Bohanova · Velicska Mincseva · Natasa Janakjeva · Bulgária | 1:37,88 | Marion Rösiger · Martina Fischer · Sabine Pochert · Gudrun Klaus-Dittmar · NDK | 1:37,92 | Taiszija Laptyeva · Galina Csikarjova · Tatyjana Korsunova · Nyina Doroh · Szovjetunió | 1:38,09 |

## A magyar csapat
Az 1977-es magyar vb keret tagjai:
| férfiak kajak | férfiak kajak                                           | férfiak kajak |
| ------------- | ------------------------------------------------------- | ------------- |
| K1 500 m      | Sztanity Zoltán                                         | Bronzérem     |
| K2 500 m      | Csapó Géza Svidró József                                | Bronzérem     |
| K4 500 m      | Völgyi Péter Kosztyán József Romhányi Zoltán Deák Gábor | 5.            |
| K1 1000 m     | Csapó Géza                                              | 8.            |
| K2 1000 m     | Bakó Zoltán Szabó István                                | Aranyérem     |
| K4 1000 m     | Csapó Géza Szabó István Sztanity Zoltán Bakó Zoltán     | 5.            |
| K1 10 000 m   | Fábián István                                           | Ezüstérem     |
| K2 10 000 m   | Bakó Zoltán Szabó István                                | Ezüstérem     |
| K4 10 000 m   | Giczy Csaba Rátkai János Joós István Herczeg Iván       | Ezüstérem     |

| férfi kenu  | férfi kenu                   | férfi kenu |
| ----------- | ---------------------------- | ---------- |
| C1 500 m    | Hajdú Gyula                  | 4.         |
| C2 500 m    | Foltán László Vaskuti István | Aranyérem  |
| C1 1000 m   | Buday Tamás                  | Bronzérem  |
| C2 1000 m   | Buday Tamás Frey Oszkár      | Ezüstérem  |
| C1 10 000 m | Wichmann Tamás               | Aranyérem  |
| C2 10 000 m | Parti Zoltán Hubik András    | Bronzérem  |

| nők      | nők                                                   | nők |
| -------- | ----------------------------------------------------- | --- |
| K1 500 m | Rajnai Klára                                          | 7.  |
| K2 500 m | Rajnai Klára Horváth Erzsébet                         | 5.  |
| K4 500 m | Horváth Erzsébet Révész Erika Nagy Éva Pozsonyi Ágnes | 6.  |